# 케이크 (2014년 영화)
《케이크》(영어: Cake)는 미국에서 제작된 대니얼 반즈 감독의 2014년 드라마 영화이다. 제니퍼 애니스턴 등이 출연하였다.
이 영화는 평단으로부터 엇갈린 반응을 얻었고, 흥행에 실패하였다. 애니스턴은 이 영화를 통해 2015년 제72회 골든 글로브상 드라마 영화 부문 여우 주연상 후보에 올랐다.

## 출연진
- 제니퍼 애니스턴
- 아드리아나 바라사
- 애나 켄드릭
- 샘 워딩턴
- 메이미 거머
- 펄리시티 허프먼
- 윌리엄 H. 메이시
- 크리스 메시나
- 루시 펀치
- 에번 오툴
- 브릿 로버트슨
- 폴라 케일
- 애슐리 크로
- 마누엘 가르시아룰포
- 커밀 구아티
- 커밀 마나
- 훌리오 오스카르 메초소
- 페페이 서나
- 미스티 어펌
- 로즈 아브두